# Ohtaius mushanus
Ohtaius mushanus es una especie de coleóptero de la familia Endomychidae.

## Distribución geográfica
Habita en Taiwán, China.